# الأميرة أليس، دوقة غلوستر
الأميرة أليس مونتاجو دوجلاس سكوت، دوقة غلوستر (بالإنجليزية: Princess Alice, Duchess of Gloucester)‏ (25 ديسمبر 1901 - 29 أكتوبر 2004) كانت زوجة الأمير هنري دوق جلوستر، الابن الثالث لجورج الخامس وماري تك. وهي أم لدوق غلوستر الحالي، ووليام أمير جلوستر، الذي توفي عن عمر يناهز 30 سنة.

## وفاتها
توفيت في 29 أكتوبر 2004 عن عمر يناهز 102 سنة.

## روابط خارجية
- الأميرة أليس، دوقة غلوستر على موقع IMDb (الإنجليزية)
- الأميرة أليس، دوقة غلوستر على موقع إن إن دي بي (الإنجليزية)